# Barcana, Bacău
Barcana este un sat în comuna Răchitoasa din județul Bacău, Moldova, România. La recensământul din 2002 avea o populație de 491 locuitori.